# 三田村周三
三田村 周三（みたむら しゅうぞう、1944年6月15日 - ）は、北海道出身の俳優。
劇団三田村組主宰。バウスプリット株式会社所属。

## 来歴
北海道札幌南高等学校、舞台芸術学院卒業。劇団地球座を経て、1971年に劇作家・金杉忠男と出会い、金杉が率いる劇団中村座に入団。以降、1990年の同劇団解散まで全ての作品に出演する。現在も主に舞台を中心に活動する一方、映画やテレビドラマなどにも度々出演している。
舞台では自身の劇団の他、MODEや星屑の会などに中心俳優として客演。テレビドラマではフジテレビ系『イマジン』で、主演の深田恭子の隣に住むおじさん役を演じ、毎回数分の出演ながら強い印象を残した。

## 出演

### 舞台

#### 中村座
- 「説教強盗」
- 「四ツ木橋自転車隊」
- 「竹取物語」
- 「花の寺」
- 「舞踏会の手帖」
- 「胸さわぎの放課後」

#### MODE
- 「魚の祭」
- 「わたしが子どもだったころ」
- 「窓からあなたがみえる」
- 「旅路の果て」
- 「銀河鉄道の夜」

#### 星屑の会
- 「クレイジーホスト」
- 「ある晴れた日の自衛隊」
- 「次郎長漫遊記」
- 「星屑の町〜長崎慕情編」
- 「ストロベリーハウス」

#### ハミングラン
- vol.2「JAIL BIRD−三田村教授のXファイル−」 下北沢「劇」小劇場（1998年3月20日〜3月30日）

#### 三田村組
- 第3回公演「分署物語2〜愛しき男達〜」 下北沢「劇」小劇場（2001年3月27日〜4月1日）作・演出：古屋治男
- 第4回公演番外編「やじろべえ」 新宿パンプルムス（2002年2月19日〜2月20日）作：今 いそむ／演出：木村健三
- 第5回公演「ペンギンの庭」 下北沢「劇」小劇場（2002年8月20日〜8月26日）作・演出：田村孝裕（ONEOR8）
- 第6回公演「分署物語3〜整列休めっ!!〜」下北沢「劇」小劇場（2003年2月18日〜2月27日）作・演出：古屋治男
- 第7回公演番外編「とび…」 下北沢駅前劇場（2003年2月18日〜2月27日）作：今いそむ／演出：永井寛孝
- 第8回公演「イヌよさらば」 中野ザ・ポケット（2004年9月22日〜9月27日）作・演出：蓬莱竜太（モダンスイマーズ）
- 第9回公演「分署物語4完結編〜かしら〜なかっ!!〜」 下北沢「劇」小劇場（2005年8月19日〜8月28日）作・演出：古屋治男
- 第10回公演「仰げば尊くなし」 中野ザ・ポケット（2006年7月4日〜7月9日）作・演出：蓬莱竜太（モダンスイマーズ）
- 第11回公演番外編「踊り子、眠る」 新宿タイニイアリス（2007年1月5日〜1月11日）作・演出：渡辺純一郎（無機王）
- 第12回公演「猿股のゆくえ」 新宿サンモールスタジオ（2007年3月27日〜4月8日）作・演出：田村孝裕（ONEOR8）
- 第13回公演「天井」 中野ザ・ポケット（2008年1月15日〜1月27日）作・演出：蓬莱竜太（モダンスイマーズ）
- 第14回公演「伝説の男」 中野ザ・ポケット（2008年6月3日〜6月8日）作・演出：中島 新（FINE BERRY）
- 第15回公演「動員挿話」 新宿サンモールスタジオ（2009年1月6日〜1月12日）作：岸田國士／演出：三田村周三
- 第16回公演「home」 中野ザ・ポケット（2009年10月1日〜10月11日）作・演出：田村孝裕（ONEOR8）
- 第17回公演「父との夏」 新宿サンモールスタジオ（2010年4月21日〜4月29日）作・演出：高橋いさを（劇団ショーマ）
- 第18回公演「男の一生」 中野ザ・ポケット（2010年11月24日〜12月5日）作・演出：蓬莱竜太（モダンスイマーズ）

#### けんぞーしゅうぞー秘演会
- 「八月八日〜空豆〜」門前仲町 門仲天井ホール（2011年8月8日）
- 「里芋」門前仲町 門仲天井ホール（2011年11月16日）
- 「白菜」門前仲町 門仲天井ホール（2012年2月24日〜2月25日）
- 「南瓜」門前仲町 門仲天井ホール（2012年8月23日〜8月25日）

#### その他
- 「砂の楽園」
- 「廃墟」
- 「わが町」
- 「居残り佐平次」 明治座（2002年）
- 「ONとOFFの間」 中野ザ・ポケット（2002年）
- 「ねずみ小僧危機一発」 明治座（2004年）
- 「損友」 パンプルムス（2004年）
- 「スリールームス“赤い羽”』 サンモールスタジオ（2004年）
- 「丹下左膳」 新橋演舞場（2004年）、大阪松竹座（2005年）
- 「火焔太鼓」 明治座（2005年）
- 「home 2005 〜ありえねぇ一夜〜」 WAKUプロデュースvol.10（2005年）
- 「丹下左膳」 新橋演舞場 大阪松竹座（2005年）
- 「火焔太鼓」 明治座5月公演（2005年）
- 「うそつき弥次郎」 明治座5月公演（2007年）
- 「三平物語」 明治座3月公演（2009年）
- 「松ぼっくり!!」 植吉劇場旗揚げ公演（2007年）
- 「松ぼっくり−モクセイの香る頃−」 植吉劇場第2回公演（2008年）
- 「松ぼっくりIII」 植吉劇場第3回公演（2013年）
- 「星屑の町〜東京砂漠篇」 星屑の会公演（2007年）
- 「仲よくなった小父（おじ）さん」 かもねぎショット公演（2008年）
- 「カラスの国」 シアタートラム（2010年3月17日〜3月23日）サスペンデッズ公演（2011年）
- 「エキスポ」 日暮里d-倉庫（2012年11月1日〜11月11日）ハイリンド公演（2012年）

### テレビドラマ
- NHK大河ドラマ「炎立つ」（1993年、NHK） - 多田行綱 役
- 藏（1995年、NHK）
- 深夜特急（1996年、NBN）
- 月曜ドラマスペシャル （TBS）
  - 「親子弁護士の探偵帖」（1997年）
  - 「陰の季節」（2000年） - 宮城
- ドラマ30「家族曲線」（1998年、CBC）
- 火曜サスペンス劇場 （日本テレビ）
  - 「警視庁鑑識班7社長射殺事件の凶器はオレの銃―拳銃を奪われた暴対刑事の苦悩と恐怖の10日間」（1999年6月22日） - 暴力団
  - 「だます女だまされる女1消費生活相談vs悪徳商法の女社長」（2000年10月24日）
  - 「盲人探偵・松永礼太郎13愛する人へ」（2001年2月27日）
- 月曜ミステリー劇場
  - 「十津川警部シリーズ18〜32」（1999年 - 2004年、TBS） - 三田村功 役
  - 「湯の町コンサルタント3」（2004年） - 島村洋一 役
  - 「貝黙」（2004年、TBS）
- 松本清張特別企画・危険な斜面（2000年、TBS） - 篠田
- 学校の怪談 春の呪いスペシャル（2000年、関西テレビ）
- イマジン（2000年、関西テレビ） - 守屋
- ドラマDモード「深く潜れ〜八犬伝2001〜」（2000年、NHK）
- 女と愛とミステリー「多摩南署たたき上げ刑事・近松丙吉」（2002年、テレビ東京）
- 土曜ワイド劇場（テレビ朝日）
  - 「タクシードライバーの推理日誌19」（2004年）- 初老の男
  - 「おかしな刑事 居眠り刑事とエリート女警視の父娘捜査12」（2015年7月25日） - 峰恭平
- 土曜ドラマ「刑事の現場」（2008年3月、NHK） - 田所社長
- 水曜ミステリー9 夏樹静子サスペンス「湖に佇つ人」（2009年1月、テレビ東京） - 後藤万作弁護士
- もしも明日…家族の葬式をする事になったら（2010年8月、NHK）
- 水戸黄門第42部 第19話（2011年2月28日、TBS / C.A.L） - 喜三郎
- NHK BS時代劇薄桜記 （2012年8月3日、NHK） - 菅野六郎左衞門
- 赤川次郎原作 毒<ポイズン> 第9話（2012年11月29日、YTV） - 居酒屋店主
- 松本清張ミステリー時代劇 第9話「虎」（2015年8月4日、BSジャパン） - 正岡了庵 役
- 鴨川食堂 第5話（2016年2月7日、NHK BSプレミアム） - 竹田佳生 役
- 百合子さんの絵本 〜陸軍武官・小野寺夫婦の戦争〜（2016年、NHK） - 松木誠次

### バラエティー
- 魚河岸プリンセス（NHK）
- 春燈（NHK）
- 踊る!さんま御殿!!（日本テレビ）

### テレビアニメ
- こちら葛飾区亀有公園前派出所 第219話（2001年3月25日、フジテレビ） - 千駄木の松

### 映画
- 平成無責任一家 東京デラックス（1995年）
- 溺れる魚（2000年） - 竹橋総務部長
- プラトニック・セックス（2001年）
- 笑う蛙（2002年） - 宇崎刑事
- 油断大敵（2004年）
- レディ・ジョーカー（2004年）
- 築城せよ。（2005年）
- しゃべれども しゃべれども（2007年） - 「とり久」のおやじ
- ラブファイト（2008年） - 八幡
- 太平洋の奇跡 -フォックスと呼ばれた男-（2011年） - 矢野英雄
- 記憶のひとしずく（2012年）
- 樹海のふたり（2013年）
- 心が叫びたがってるんだ。（2017年） - 坂上八十八 役

### PV
- GLAY 『Eternally』

### CM
- コンタック600
- 東京電力
- 東洋水産
- 武田薬品「武田胃腸薬」
- 明治製菓
- 年末ジャンボ宝くじ